# بدر الخرافي
بدر ناصر الخرافي (مواليد 17 أغسطس 1977) رجل أعمال كويتي. وهو نائب رئيس مجلس الإدارة والرئيس التنفيذي لمجموعة زين الكويتية. في عام 2018، احتل المرتبة الأولى في قائمة أكثر 100 عربي تأثيراً من قبل أريبيان بزنس. بعد وفاة والده ناصر الخرافي، تولى رئاسة اللجنة التنفيذية لجماعات الخرافي في عام 2012.

## النشأة والتعليم
ولد الخرافي في 17 أغسطس 1977. حصل على درجة البكالوريوس في الهندسة الميكانيكية من جامعة الكويت عام 2002. في عام 2016، أكمل درجة الماجستير في إدارة الأعمال من كلية لندن للأعمال.

## المهنة
بعد التخرج، التحق الخرافي بمؤسسة البترول الكويتية، لكنه سرعان ما انتقل إلى مجموعة الخرافي في عام 2002 وبدأ العمل كمهندس تنسيق. يشغل حاليًا مناصب إدارية عليا في العديد من الشركات مثل بنك الخليج الكويتي، وشركة فولاذ القابضة، وشركة دايموند إنترناشونال موتورز، وشركة الخليج للكابلات والصناعات الكهربائية.
في عام 2010، ترأس الخرافي صفقة استحواذ (فارتي ايرتيل) بقيمة 10.7 مليار دولار أمريكي من شركة زين الكويتية في صفقة جعلت الشركة الهندية خامس أكبر مشغل اتصالات في العالم من خلال المشتركين.
في أوائل عام 2014، انضم إلى المجلس الاستشاري لمنطقة الشرق الأوسط لشركة كوتوس. في نفس العام، عينت شركة زين السعودية، وهي شركة تابعة لمجموعة زين، الخرافي نائباً لرئيس مجلس الإدارة في عام 2014. بحلول عام 2019، سجلت الشركة التابعة خامس أرباح ربع سنوية على التوالي.
في عام 2017، أصبح الخرافي الرئيس التنفيذي لمجموعة زين من خلال استبدال سكوت جيجنهايمر.
في فبراير 2019، أصبح رئيسًا لمجلس إدارة اللجنة التنفيذية وعضوًا في مجلس إدارة لجنة الترشيحات والمكافآت في بورصة الكويت، البورصة الوحيدة في البلاد. 
في سبتمبر 2019، وقعت شركة بي أن كي للسيارات المملوكة للخرافي اتفاقية وكالة فولفو الجديدة في الكويت، مما يجعل بي أن كي أوتو موتيف المستورد الحصري الجديد لسيارات فولفو.
في نوفمبر 2019، استحوذ الخرافي على حصة مسيطرة في شركة الخليج للكابلات من خلال شراء 29٪ من أسهم الشركة بقيمة حوالي 500 مليون دولار أمريكي.

## الجوائز والتقدير
- في عام 2014، ظهر الخرافي في قائمة أقوى 100 عربي في العالم لعام 2014.[3]
- في عام 2015، احتل الخرافي المرتبة الثانية كأقوى شخصية عربية شابة تحت سن الأربعين بينما احتلت المرتبة الأولى في الكويت.[19]
- في عامي 2017 و 2018، تم إدراج الخرافي في قائمة أكثر 100 شخصية عربية تأثيرًا في العالم في استطلاع أجرته أريبيان بزنس.[20][4]

## الإحسان
يعتبر الخرافي من أبرز المدافعين عن التنمية المستدامة في منطقة الشرق الأوسط. من أجل قضية مستدامة، فهو مرتبط ببنك الطعام الكويتي الذي يشارك بنشاط في تقديم وجبات مغذية للفقراء وخلق وعي عام لتقليل هدر الطعام. وقد استفادت أكثر من 5700 أسرة كويتية من هذه المبادرة. كما يوفر بنك الطعام المهارات والتدريب لأفراد الأسر الفقيرة حتى يتمكنوا من العثور على عمل لائق في الكويت.
يقدم الدعم والتوجيه للشباب الكويتي من خلال مشروع إنجاز الكويت.